# Zatoka Focza
Zatoka Focza (ang. Seal Bay, norw. Selbukta) – zatoka Oceanu Południowego, położona wzdłuż wybrzeży Ziemi Królowej Maud, wcinająca się w północno-wschodni kraniec Lodowca Szelfowego Riiser-Larsena. Została odkryta w 1930 roku przez Hjalmara Riisera-Larsena. Jej nazwa wzięła się od licznej obecności fok w jej wodach.